# Tourismus in Österreich
Der Tourismus ist einer der bedeutendsten Wirtschaftszweige in der Wirtschaft Österreichs. Insgesamt wurden allein im Jahr 2018 rund 149,8 Mio. Übernachtungen gezählt. Der direkte Wertschöpfungseffekt des Tourismus betrug 24,9 Mrd. Euro und die Gesamtausgaben der in- und ausländischen Besucher beliefen sich auf 42,4 Mrd. Euro.
Österreich verfügt in besonders hohem Ausmaß über Voraussetzungen für die Tourismusbranche. Zu diesen zählen einerseits die vielen naturnahen Gebiete und Gebirgslandschaften (z. B. die Alpen und das Granit- und Gneishochland), Seenlandschaften, zahlreiche Kulturdenkmäler, attraktive Städte und die gut ausgebaute Infrastruktur sowie andererseits die reichhaltige Geschichte. Insbesondere die „Marke“ Habsburg, welche allein für die österreichische Hauptstadt Wien für Tourismus-Umsätze von 60 Mio. Euro pro Jahr sorgt.
Vorteilhaft für den Tourismus in Österreich ist die zentrale Lage in Europa und die gute Erreichbarkeit. Im Travel and Tourism Competitiveness Report 2017 des World Economic Forum belegt Österreich Platz 12 von 136 Ländern. Der Tourismus verteilt sich in Österreich gleichmäßig auf die Sommer- und die Wintersaison.

## Wirtschaftliche Bedeutung

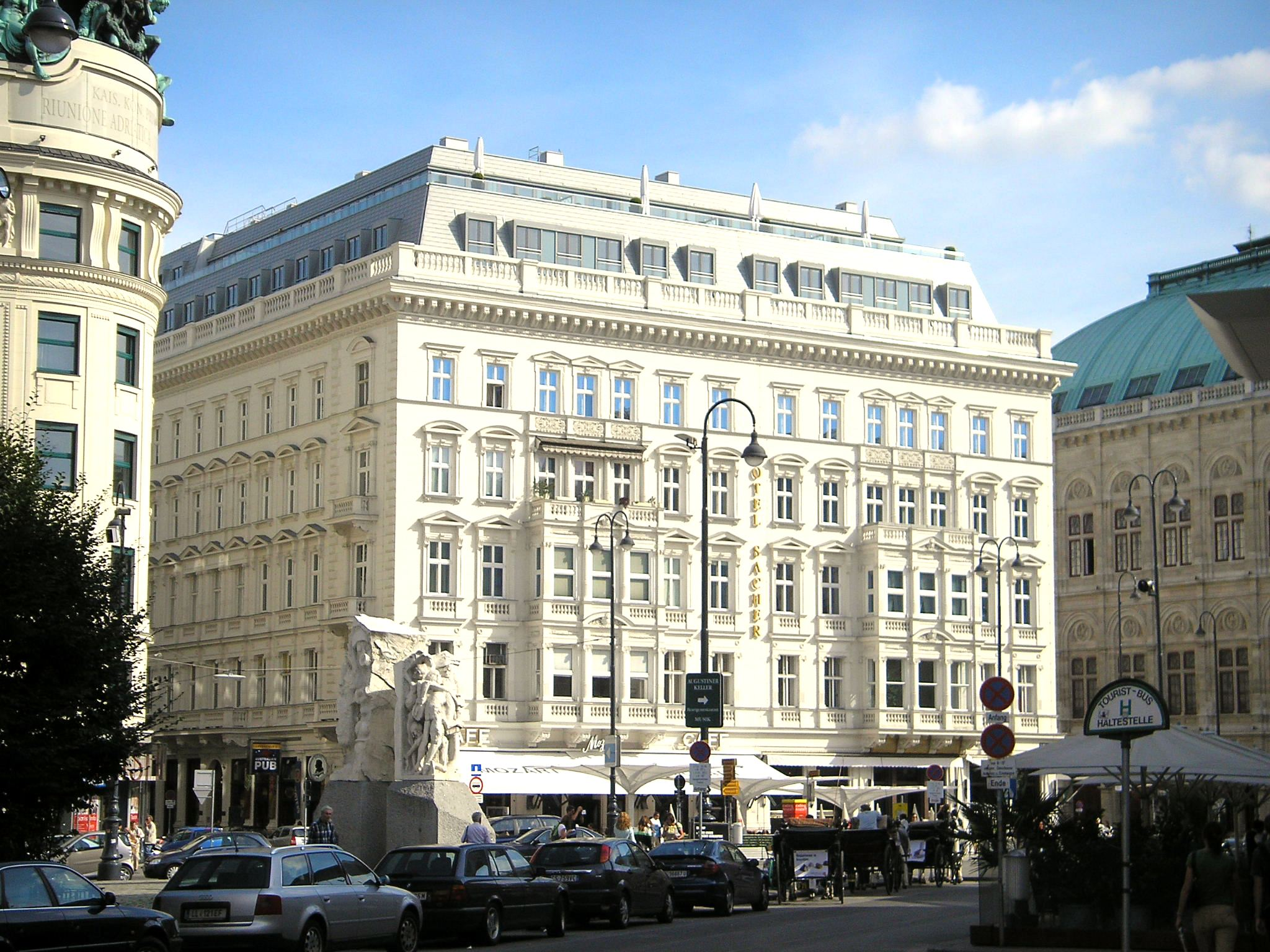
Das Hotel Sacher in Wien

2009 erzielte die Tourismusbranche, in der 1993 ca. 10 % aller Erwerbstätigen gearbeitet haben, Einnahmen von 21,89 Milliarden Euro, das sind 1666 Euro pro Einwohner.
Das ist weltweit einzigartig.
Beherbergungsbetriebe und Gaststätten haben 2009 11,38 Milliarden Euro (−3,2 %) oder 4,1 % des Bruttoinlandsprodukts von 276,89 Milliarden Euro (−1,8 %) erwirtschaftet.
Dazu kamen noch Einnahmen aus dem Kultur-, Unterhaltungs-, Sport- und Handelskonsum der Gäste sowie Einnahmen aus dem Tagungs- und Messegeschäft.
Der Tourismus verhalf der österreichischen Wirtschaft dazu, dass in den letzten Jahrzehnten stets ein Zahlungsbilanzüberschuss erzielt werden konnte; die Handelsbilanz der Industrie ist erst seit 2002 positiv. 2005 betrug der Überschuss in der Reiseverkehrsbilanz 5,1 Mrd. Euro und half die Leistungsbilanz fast auszugleichen.
2005 gab es in Österreich 69.981 Tourismusbetriebe. Der Anteil der klein strukturierten und einfach ausgestatteten Unterkünfte sinkt. Die Zahl der Betten in der 4- und 5-Sterne-Kategorie ist in von 1996 bis 2006 um 27 % gestiegen, die Zahl der Betten in Privatquartieren um 17 % zurückgegangen. Die Auslastung der Betten ist in den westlichen Bundesländern (Salzburg, Tirol und Vorarlberg) in den Wintermonaten höher als in den Sommermonaten. Österreichweit war die Auslastung 2006 in der Wintersaison (33,7 %) höher als in der Sommersaison (28,9 %) und in Wien am höchsten (62,8 % in der Sommersaison).
Der Export von österreichischem Tourismus-Know-how
ist von erheblicher Bedeutung für die österreichische Dienstleistungsbilanz.

### Beherbergung
2011 wurden in Österreich insgesamt 34.629.083 Gästeankünfte (+ 3,7 %) und 126.002.551 Gästenächtigungen (+ 0,9 %) registriert.
Die Übernachtungen entfielen vor allem auf die Bundesländer Tirol (42,7 Millionen), Salzburg (23,9 Millionen), Kärnten (12,4 Millionen), Wien (11,4 Millionen) und Steiermark (10,9 Millionen).
| Quellmarkt         | Anteil | Veränderung |
| ------------------ | ------ | ----------- |
| Ausland            | 72,0 % | +0,9 %      |
| Deutschland        | 37,6 % | −1,6 %      |
| Österreich         | 28,0 % | +0,8 %      |
| Niederlande        | 7,1 %  | −1,9 %      |
| Schweiz            | 3,4 %  | +12,6 %     |
| Großbritannien     | 2,5 %  | −4,6 %      |
| Italien            | 2,4 %  | −0,2 %      |
| Belgien            | 2,0 %  | +4,1 %      |
| Tschechien         | 1,6 %  | +5,4 %      |
| Frankreich         | 1,5 %  | +2,7 %      |
| Ungarn             | 1,3 %  | +5,8 %      |
| Polen              | 1,2 %  | +6,7 %      |
| Russland           | 1,2 %  | +25,6 %     |
| Dänemark           | 1,2 %  | −3,3 %      |
| Vereinigte Staaten | 1,0 %  | −3,2 %      |

Österreich hat Hotels und gewerbliche Ferienwohnungen bzw. -häuser mit 641.300 Betten (Sommer 2009) sowie Privatquartiere mit ca. 315.000 Betten. Die gewerblichen Beherbergungsbetriebe sind mit durchschnittlich 40 Betten klein strukturiert (Dänemark, Portugal, Zypern und Schweden haben jeweils über 100 Gästebetten je Hotelbetrieb) und setzen sich zu 36,2 % aus Fünf- und Vier-Sterne-Betrieben, zu 32,7 % aus Drei-Sterne-Betrieben, zu 19,4 % aus Zwei-Sterne- und Ein-Stern-Betrieben und zu 11,7 % aus gewerblichen Ferienwohnungen zusammen.
Die durchschnittliche Aufenthaltsdauer lag 2009 für ausländische Gäste bei 4,2 Nächtigungen, für Inländer bei 3,1 Nächtigungen pro Ankunft. Die Aufenthaltsdauer ist in den letzten 30 Jahren kontinuierlich gesunken. Die nächtigungsstärksten Monate waren 2009
- August (16,7 Mio. Nächtigungen)
- Februar (16,1 Mio.)
- Juli (14,5 Mio.)
- Jänner (14,1 Mio.).

Während noch in den 1970er und 1980er Jahren die Sommersaison eine weitaus höhere Bedeutung hatte, nahmen die Nächtigungen im Winterhalbjahr kontinuierlicher zu. Seit 2006 ist der Wintertourismus etwas stärker als der Sommertourismus: Im Winter 2008/09 wurden ca. 62,9 Mio., im Sommer 2009 ca. 61,7 Mio. Nächtigungen registriert.

### Andere Branchen
Neben den Beherbergungsbetrieben machen viele gastronomische Betriebe und solche der Kultur-, Freizeit-, Sport-, Tagungs- und Verkehrswirtschaft sowie des Handels wesentlichen Tourismusumsatz.

### Inlands- und Auslandstourismus, Einkaufsfahrten
Der Inlandstourismus (Binnentourismus) macht etwa ein Viertel aller Gästenächtigungen aus; drei Viertel der Nächtigungen stammen von ausländischen Gästen. Unter diesen sind die Deutschen nach wie vor Nummer 1, aber anteilsmäßig nicht mehr so extrem stark wie noch in den 1970er Jahren. Weitere wichtige „Quellmärkte“ oder Herkunftsländer der Gäste sind die Niederlande, Großbritannien und in den letzten Jahren zunehmend auch Italien. Seit den 1980er Jahren sind die USA und Japan die beiden wichtigsten „Fernmärkte“. Steigende Besucherzahlen werden neuerdings aus Russland und China verzeichnet. Acht der zwölf nächtigungsstärksten Quellmärkte wiesen 2007 ein Plus auf.
Die Österreicher bevorzugten als Reiseziele im Inland die Bundesländer Steiermark (6,4 Millionen), Salzburg (5,5 Millionen) und Kärnten (4,7 Millionen).
„Grenztourismus“ besteht in Westösterreich, da das Preisniveau in der EU niedriger ist als in der Schweiz und der Benzinpreis in Österreich meist niedriger ist als in Deutschland. Aber auch in Ostösterreich hat der Tagestourismus (Einkaufs- und/oder Kulturfahrten) in den letzten Jahren stark zugenommen, da bevölkerungsstarke Regionen wie Südböhmen, Mähren, die Westslowakei und der Großraum Budapest dem Großraum Wien verhältnismäßig nahe liegen und zum Teil mit ihm, Niederösterreich und dem Burgenland in der Europaregion Centrope zusammenarbeiten.

## Sparten des österreichischen Tourismus

### Sommertourismus: Bergsport und Badetourismus

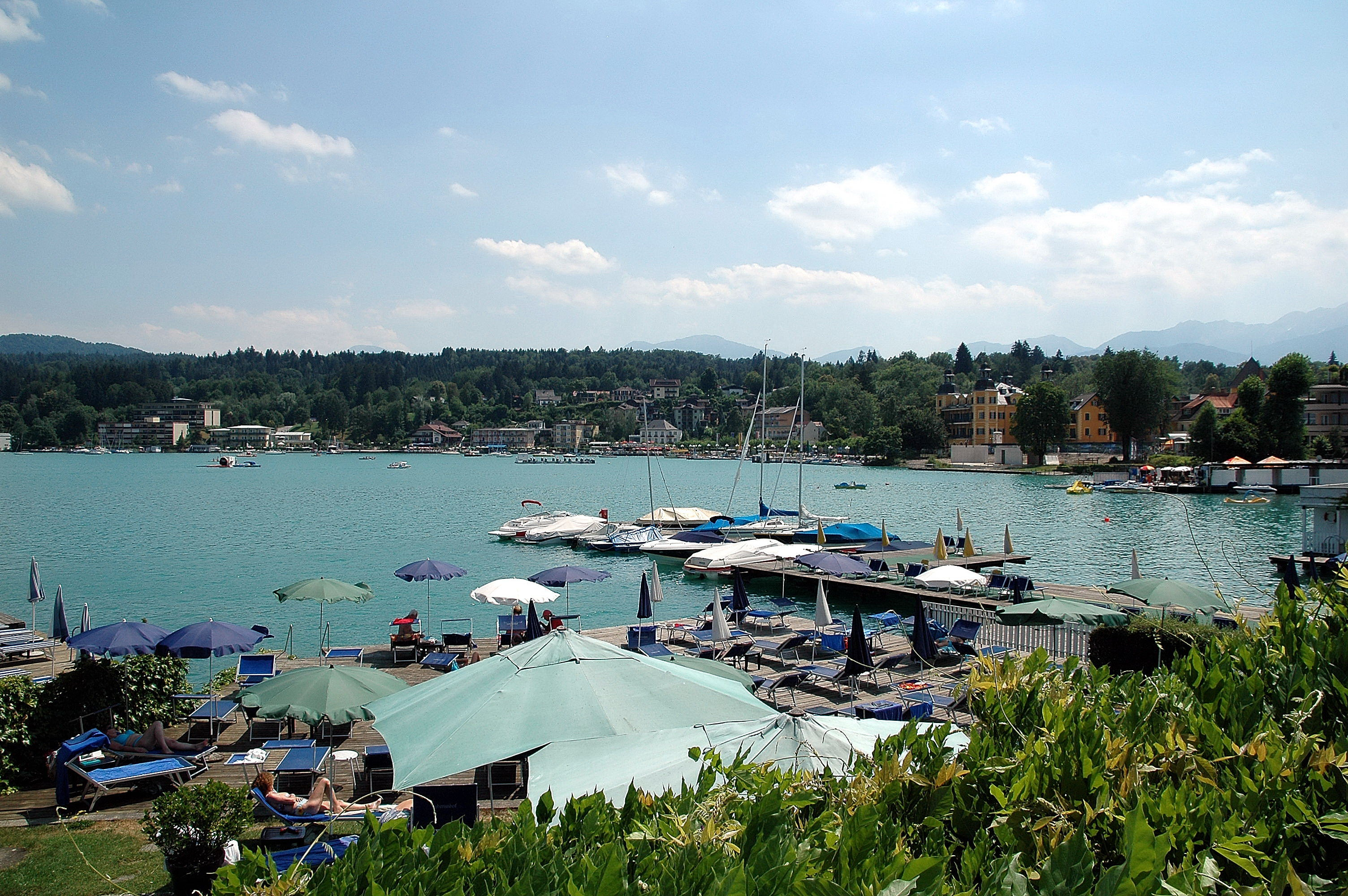
Velden am Wörthersee

Die Berge spielen für Aktivurlauber sowohl im Winter als auch im Sommer für Bergwanderungen und Bergsteigen, eine bedeutende Rolle. Die höchsten Berge in Österreich sind Dreitausender und befinden sich in den Ostalpen. Mit 3.798 m ist der Großglockner (Tirol/Kärnten) der höchste Berg. Österreich verfügt über zahlreiche Schutzhütten und Wanderwege, die von den Alpenvereinen und Fremdenverkehrsverbänden betrieben werden.
Der Badetourismus ist vor allem am Neusiedler See, im Salzkammergut und Salzburger Seengebiet und im Kärntner Seengebiet von Bedeutung.
Der Kneipptourismus wird durch viele in natürliche Fließgewässer eingebettete Wassertretstellen begünstigt.

### Wintertourismus

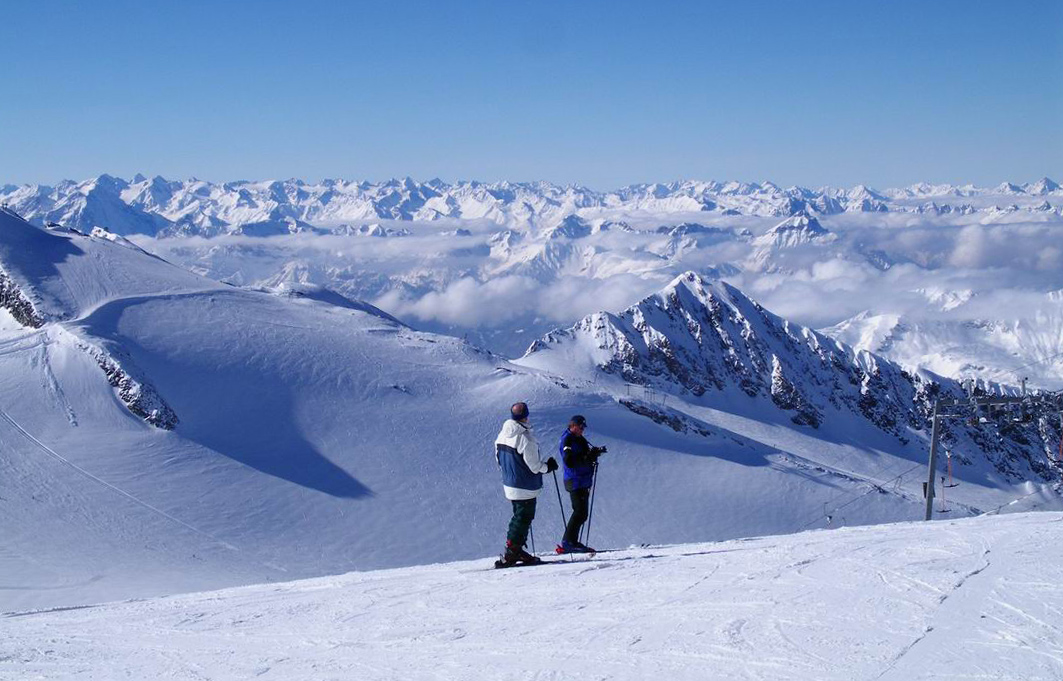
Skifahren im Zillertal mit Blick vom Hintertuxer Gletscher

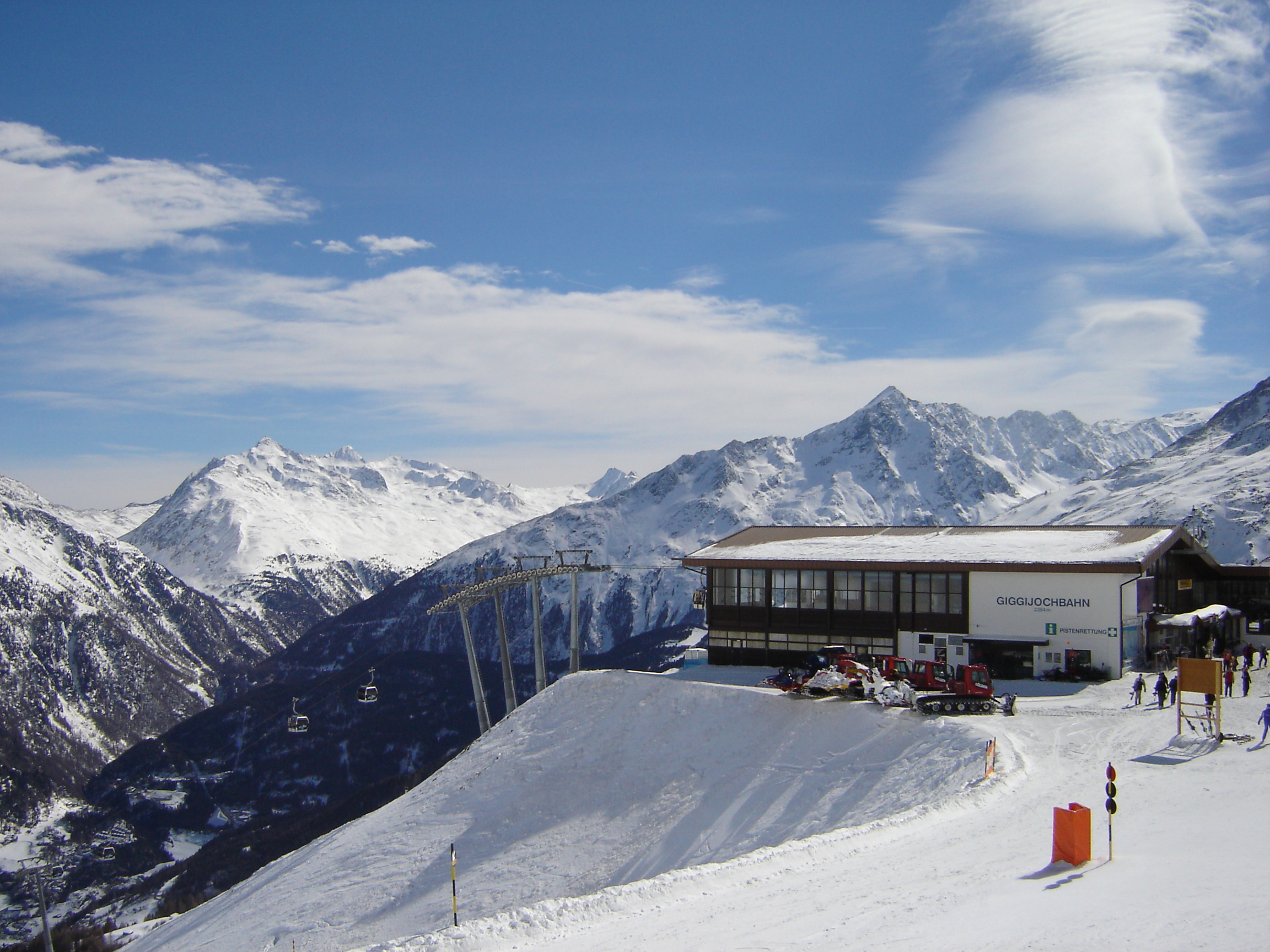
Winter in Sölden

Der Wintertourismus umfasst primär den Wintersport. Als vorwiegend von den Alpen beherrschtes Land gibt es in Österreich zahlreiche Möglichkeiten, den alpinen Skisport auszuüben. Insbesondere die Bundesländer Vorarlberg, Kärnten, Tirol und Salzburg bieten in beinahe jedem Alpental ein oder mehrere Skigebiete, die mit zahlreichen Aufstiegshilfen (Seilbahnen, Sessellifte, Schlepplifte) ausgestattet sind. Die großen Skiarenen in den österreichischen Alpen verfügen über 50 oder mehr verschiedene Liftanlagen und manchmal über 100 km präparierte Skiabfahrten. Aber auch in den östlichen Bundesländern gibt es viele Skigebiete, die häufig auch mit anderen Wintersportmöglichkeiten kombiniert sind, zum Beispiel mit Langlaufloipen, Rodelbahnen oder Thermalbädern. Zusätzlich gibt es in Österreich einige Gletscherskigebiete, die im Wesentlichen unabhängig von der Schneelage ganzjährige Wintersportmöglichkeiten bieten.
Im Umfeld Wintersport werden jährlich 7,11 Mrd. Euro an Wertschöpfung erwirtschaftet. Einschließlich „indirekter und induzierter Effekte“ beträgt der jährliche Wertschöpfungsbeitrag sogar etwas mehr als 11 Mrd. Euro. Der Anteil am gesamten österreichischen Bruttoinlandsprodukt des Wintersports liegt (2008) bei rund 4,1 %. Dabei entstammen jährlich rund 5,95 Mrd. Euro an direkter Wertschöpfung dem Wintersporttourismus (einschließlich Beherbergungs- und Gaststättenwesen, Transportdienstleistungen, Sport- und Unterhaltungsdienstleistungen sowie dem fachlichen Einzelhandel). Das jährliche Aufkommen an Steuern und Sozialabgaben wird mit einer Untergrenze von 1,8 Mrd. Euro angenommen. Schätzungen nehmen an, dass jeder 14. Arbeitsplatz in Österreich direkt oder indirekt vom Wintersport abhängt.
Auf Wintersporttourismus – aktiv oder passiv – bezogen sind 3,76 Mio. Ankünfte (12,1 % der Gesamtzahl) und 28,22 Mio. Übernachtungen (23,2 %), und rund 10,1 Mrd. Euro (etwa ein Drittel der Gesamtsumme in allen Sparten) werden von Wintersporttouristen in Österreich ausgegeben.
Die größten Wintersportgebiete liegen in Tirol und Vorarlberg (z. B. Arlberg, Lech/Zürs/Warth, Paznauntal, Ötztal, Zillertal, Stubaital, Kitzbühel, Seefeld) und in Salzburg (z. B. Skiverbund Amadé, Saalbach Hinterglemm, Radstadt/Altenmarkt/Zauchensee, Obertauern). Wintertourismus besteht auch in Kärnten (z. B. Nassfeld, Gerlitzen, Weißensee) und der Steiermark (z. B. Dachstein-Tauern-Region).

### Kulturtourismus
Ein Schwerpunkt des Kulturtourismus ist das Musikangebot:
- Am bekanntesten sind die Salzburger Festspiele, die jährlich in den Sommermonaten in Salzburg, der Geburtsstadt Mozarts stattfinden. Dort finden auch die Osterfestspiele statt.
- Die Bregenzer Festspiele werden seit 1946 veranstaltet. Hier befindet sich auch die weltgrößte Seebühne.
- Wiener Festwochen, Wiener Staatsoper, Wiener Philharmoniker und Theater an der Wien sind Stichwörter aus dem sehr intensiven Musikleben Wiens.
- Seefestspiele in Mörbisch und Opernfestspiele in St. Margarethen locken Musikfreunde ins Burgenland.
- Das Festival Ars Electronica findet seit 1979 jährlich in Linz statt.
- In Kärnten lädt der Carinthische Sommer zu Aufführungen in Ossiach und Villach ein.
- In der Steiermark bietet die Styriarte erstklassige Musik.

### Städtetourismus

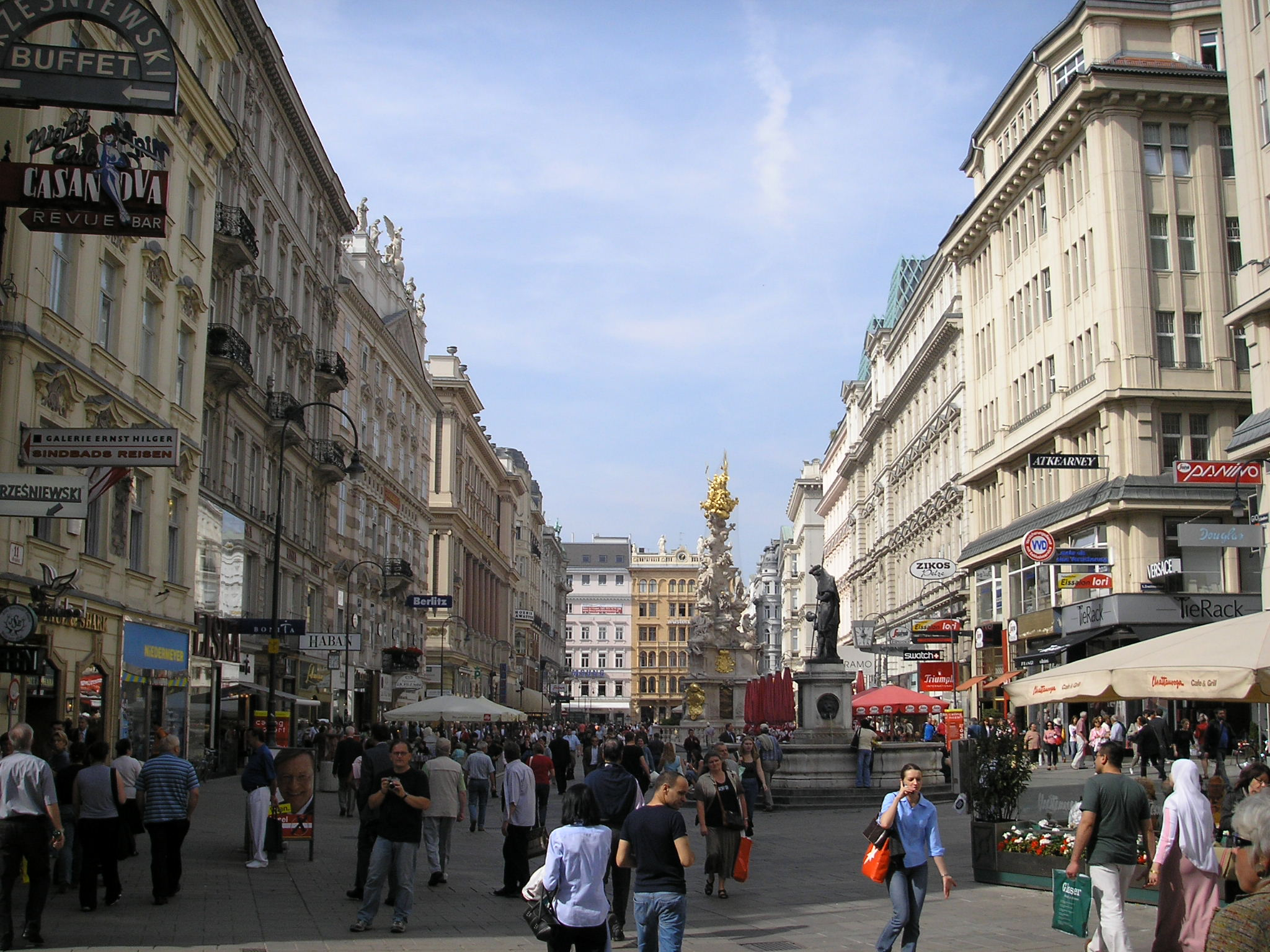
Wien zog 2018 über 7,5 Millionen Gäste an, die 16,5 Millionen Nächtigungen buchten

Der Städtetourismus in Österreich umfasst vor allem die Bundeshauptstadt Wien und die acht Landeshauptstädte.
Gäste halten sich in Städten meist wesentlich kürzer auf als in ländlichen Tourismusorten, geben aber pro Tag im Durchschnitt deutlich mehr aus als andere Österreich-Besucher. Die Besuchszwecke reichen vom Verwandten- bzw. Bekanntenbesuch und vom Erlebnis- und Kulturtourismus in der Freizeit bis zur vom Dienstgeber bezahlten Teilnahme an Kongressen, Messen und Firmentagungen. In den meistfrequentierten Städten fällt der Anteil der per Flugzeug anreisenden Gäste wesentlich größer aus als in Gesamtösterreich; auch der Nationenmix gestaltet sich vielfältiger.
Nahezu zwei Drittel (64,7 %) dieses 2011 mehr Gästenächtigungen als jemals zuvor, nämlich 17,6 Millionen, erfassenden Tourismuszweiges entfielen auf Wien (11,4 Millionen Nächtigungen; 2018 waren es 16,5 Millionen Nächtigungen), weitere stark frequentierte Städte waren 2017:
- Salzburg (2,3 Millionen)
- Innsbruck (1,3 Millionen)
- Graz (908.000)
- Linz (742.000)
- Klagenfurt am Wörthersee (411.000)
- Bregenz (310.000)
- St. Pölten (148.000)
- Eisenstadt (59.000)

Jede vierte Gästeankunft (8,7 von 34,6 Millionen) in Österreich wurde 2011 in einer der acht Landeshauptstädte oder in Wien registriert. 2018 wurden in Wien allein bereits 7,54 Millionen Gäste mit 16,5 Millionen Nächtigungen gezählt.

### Kongress- und anderer Geschäftstourismus

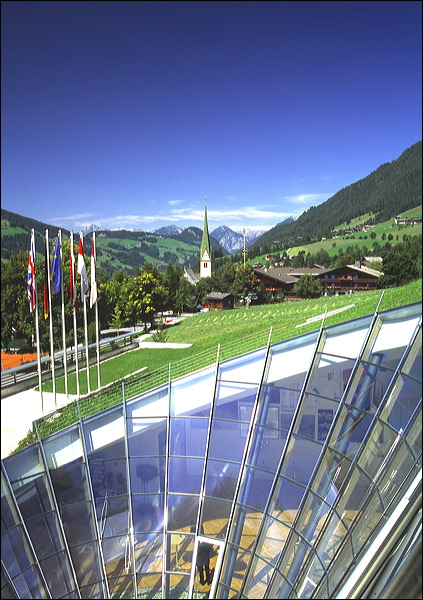
Congress Centrum Alpbach

Der Geschäftstourismus fällt vor allem in den Wirtschaftszentren des Landes an. So nimmt man in Wien an, dass etwa 30 bis 35 % aller Gästenächtigungen in der Stadt beruflich veranlasst sind. Hier zählt der Monteur, der zur Montage eines Messestandes anreist, genau so wie der ausländische Geschäftspartner, der zum Vertragsabschluss kommt, der zur Belohnung für erfolgreiche Arbeit von seinem Unternehmen Eingeladene („Incentivereisen“) ebenso wie der Kongressteilnehmer (Kongresstourismus), der von seiner Firma entsandt wird oder als Selbstständiger die Kongressreise steuerlich als Betriebsausgabe geltend macht.

### Kur- und Wellnesstourismus

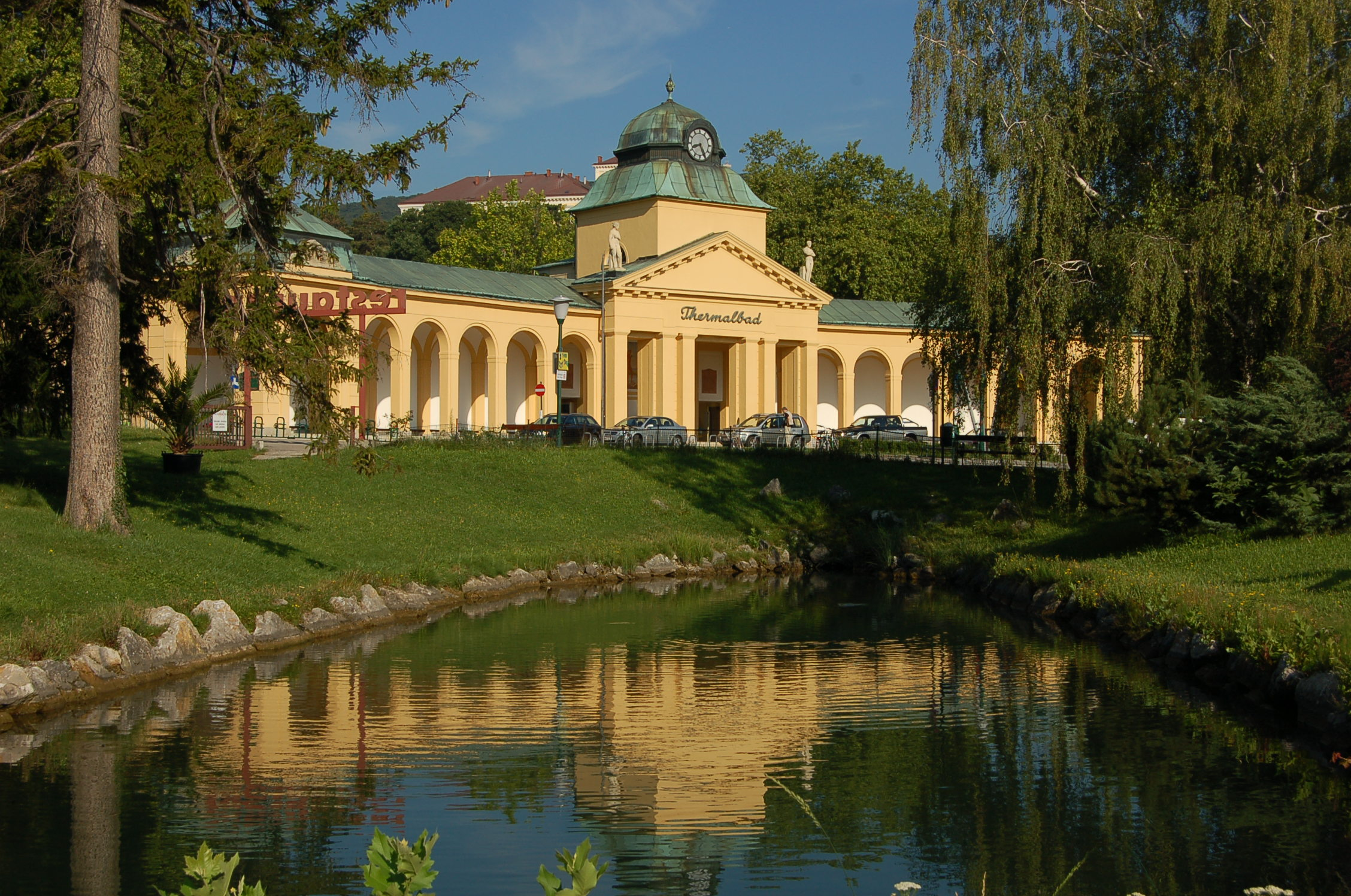
Das Thermalbad von Bad Vöslau

Der Kurtourismus umfasst in Österreich den Tourismus von 84 Heilbädern und Kurorten, darunter etliche Thermalbäder (Thermenlinie, Thermenland). Im Jahr 2006 wurden in diesen Gemeinden 18 Millionen Übernachtungen gezählt, eine Unterscheidung zwischen Kurgästen und anderen Gästen ist derzeit nicht möglich. Neben medizinisch verordneten Kuren werden dort auch Wellness-Aufenthalte angeboten.

### Agrartourismus
Der Urlaub am Bauernhof hat im Kontext der Ökologie und des Umweltbewusstseins in den letzten Jahren steigend Anteil am österreichischen Fremdenverkehr.

## Geschichte

### Fremdenverkehr in Altösterreich
Zu Beginn des 19. Jahrhunderts beschränkte sich der Tourismus auf einzelne Orte. Karlsbad (heute in Tschechien) wurde bereits von Goethe besucht, Wien war ständiges Reiseziel der Aristokratie. Die Adelsberger Grotte (heute in Slowenien) war ebenfalls bereits im Biedermeier Reiseziel in Altösterreich. Wohlhabende Städter begaben sich oft mit ihrem gesamten Haushalt inklusive Dienstboten auf Sommerfrische in vorerst stadtnahe (zum Beispiel von Wien aus: Hinterbrühl), nach dem Ausbau des Eisenbahnnetzes auch in entferntere ländliche Orte (zum Beispiel Semmering).

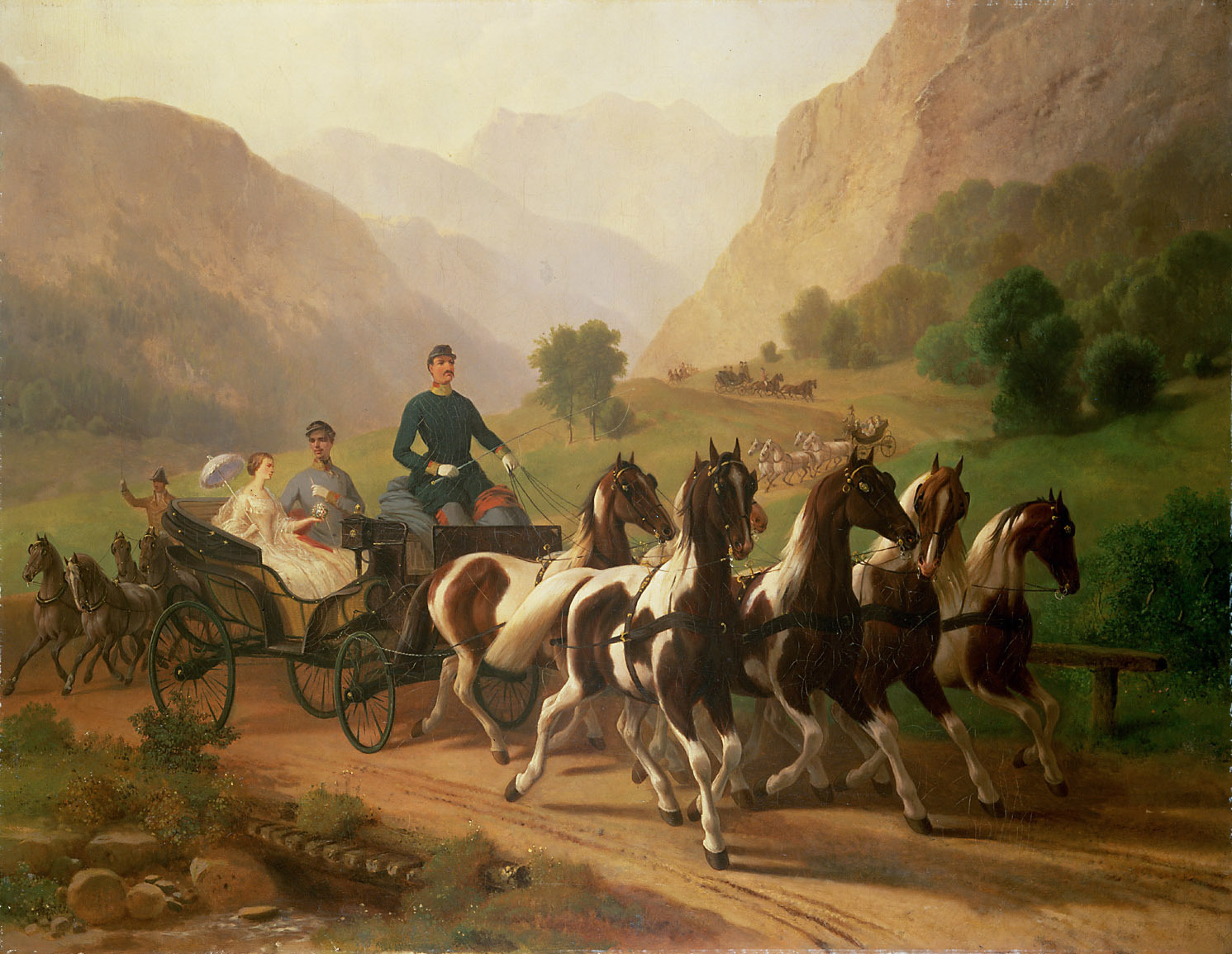
Kaiser Franz Joseph I. und Kaiserin Elisabeth bei einer Ausfahrt in der Umgebung von Ischl (1853)

Bad Ischl wurde als Kurort und Sommerresidenz von Kaiser Franz Joseph I. und Bad Gastein als Kurort, der vor allem vom Großbürgertum besucht wurde, bekannt. Die Erschließung der österreichischen Alpen fand ab Mitte des 19. Jahrhunderts statt. Die Entwicklung des Eisenbahnnetzes ermöglichte eine schnelle Ausweitung des Tourismus. 1896 richtete Österreich das k.k. Eisenbahnministerium ein, zu dessen Aufgaben „grundsätzliche Maßnahmen zur Hebung des Fremdenverkehrs“ gehörten. Bei der touristischen Entwicklung der Alpen spielte der 1862 in Wien gegründete Österreichische Alpenverein durch die Erschließung der Berge mit Wanderwegen und Schutzhütten eine bedeutende Rolle, ebenso der 1907 eingerichtete Busverkehr der k.k. österreichischen Post (die erste Postbuslinie verkehrte im heutigen Südtirol).
In der zweiten Hälfte des 19. Jahrhunderts entstanden im Anschluss an Bahnstationen viele große Hotels, insbesondere an den Ufern der Alpenrandseen und in hochgelegenen Talschlüssen. Lange Aufenthaltszeiten der Gäste während der Sommerfrische ermöglichten eine hohe Wertschöpfung. Der Tourismus wurde zunehmend zu einem bedeutenden Faktor. So konnten im Jahr 1909 die alpinen Regionen Altösterreichs 2,5 Millionen Gäste verbuchen, davon über 880.000 Tirol, damals größer als heute.
Der Schitourismus begann kurz vor dem Ersten Weltkrieg. Mathias Zdarsky gilt als einer der Pioniere des Schilaufs. Die ersten Schikurse wurden 1905 in Stuben am Arlberg abgehalten. 1908 wurde der erste Skilift in Österreich am Bödele ob Dornbirn in Betrieb genommen.

### Zwischenkriegszeit

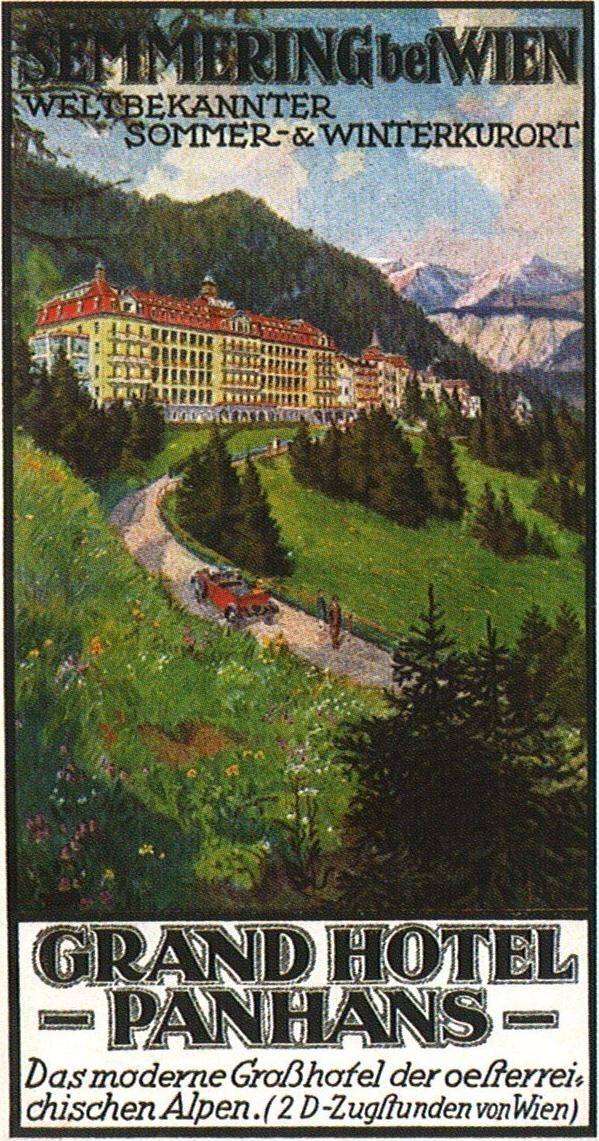
Das „Grand Hotel Panhans“ am Semmering in den 1920er Jahren

Da der Erste Weltkrieg den Tourismus vollständig zum Erliegen brachte, verloren viele Tourismusgemeinden ihre feudale Klientel. In der Zwischenkriegszeit entwickelte sich eine neue, „bürgerliche“ Form des Sommertourismus. Während in den westlichen Bundesländern (Salzburg, Tirol, Vorarlberg) vor allem Touristen aus Deutschland ihren Urlaub verbrachten, wurden die Kärntner Seen und das Salzkammergut eher aus Wien und den ehemaligen Ländern der k.u.k. Monarchie besucht. Wien selbst zählte damals etwa gleich viele Gäste aus West und Ost.
1933 wurde von der deutschen Regierung die Tausend-Mark-Sperre gegen Österreich verhängt. Die nationalsozialistische deutsche Führung wollte mit diesem wirtschaftlichen Druckmittel politische Zugeständnisse von Bundeskanzler Dollfuß erreichen. Bis zur Aufhebung der Sperre im Jahr 1937 hatte der Tourismus aus Deutschland starke Einbußen zu verzeichnen. In der Zeit des Nationalsozialismus kollabierte der Fremdenverkehr völlig.

### Entwicklung nach dem Zweiten Weltkrieg
Die Tourismusentwicklung nach dem Zweiten Weltkrieg war von starken Steigerungsraten und der Entwicklung des Massentourismus gekennzeichnet. Der Wirtschaftsaufschwung, erweiterte Urlaubsansprüche und die zunehmende Mobilität durch die Massenmotorisierung führten zu einer starken Ausweitung. Die wichtigsten Aktivitäten waren bis zu Beginn der 1990er Jahre Wandern, Baden und Schifahren sowie Städtetourismus. Erst nach dem Einbruch der Nächtigungszahlen Anfang der 1990er Jahre fand eine Diversifizierung des Angebots statt (z. B. Gesundheitstourismus).
War Österreich noch in den 1970er-Jahren das „selbstverständliche“ Urlaubsland Nummer 1 der Deutschen, so änderte sich dies in den folgenden Jahrzehnten stark. Deutsche Gäste sind zwar nach wie vor die Nummer 1 in Österreich. Der deutsche Anteil an den Gesamtnächtigungen in Österreich ist aber tendenziell rückläufig. So wird die seit langem geforderte „Internationalisierung des österreichischen Tourismusmarketings“ immer wichtiger: Österreich muss heute Gäste aus einer größeren Anzahl von „Quellmärkten“ ansprechen, um das Risiko der starken Abhängigkeit von Deutschland zu reduzieren.
| Jahr | Nächtigungen | Deviseneinnahmen |
| ---- | ------------ | ---------------- |
| 1950 | 15,6 Mio.    | 28,5 Mio. €      |
| 1955 | 25,4 Mio.    | 155 Mio. €       |
| 1960 | 42,0 Mio.    | 438 Mio. €       |
| 1970 | 79,5 Mio.    | 1.887 Mio. €     |
| 1980 | 118,7 Mio.   | 6.058 Mio. €     |
| 1990 | 123,6 Mio.   | 11.078 Mio. €    |
| 2000 | 113,7 Mio.   | 12.361 Mio. €    |
| 2005 | 119,2 Mio.   | 15.428 Mio. €    |

## Tourismusmarketing und -management

Österreich Werbung (BMWA/WKO)

Für die Dachmarke Urlaub in Österreich wirbt die nationale Tourismusorganisation Österreich Werbung (ÖW), die vom Wirtschaftsministerium (derzeit BMWJF) und der Wirtschaftskammer Österreich getragen wird. Zuständige Dienststelle für die Bundeskoordination ist derzeit (2013) die Sektion Tourismus und Historische Objekte am BMWJF. Zentrale Onlineplattform des Tourismus in Österreich ist die Website austria.info, die von der ÖW betrieben wird.
Jedes Bundesland besitzt außerdem seine eigene Tourismusmarketingorganisation; zusätzlich führen Tourismusregionen – wie sie in den Tourismusgesetzen einiger Bundesländer definiert sind – und größere Tourismusgemeinden – mit ihren Tourismusverbänden – ihre eigenen Einrichtungen (z. B. Salzkammergut Tourismus, Dachstein-Tauern-Region, Wiener Alpen, Wörthersee-Tourismus, Innsbruck und seine Feriendörfer, Tourismus Salzburg, Graz Tourismus, Ferienregion Nationalpark Hohe Tauern).
Anbieter gleicher Zielsetzung sind mit Hilfe der Österreich Werbung in Angebotsgruppen zusammengefasst, z. B. Kinderhotel, Fischwasser Österreich, Reiten in Österreich, Wanderdorf, Urlaub am Bauernhof, Weinreisen Austria, Kleine historische Städte, Erlebnis Bahn und Schiff, die zeitweise Urlaubsspezialisten genannt wurden
und heute als „Urlaubsthemen“ vermarktet werden.
Für die Akteure der Tourismus- und Freizeitwirtschaft in Österreich und die internationalen Partner (B2B) betreibt die Österreich Werbung die Website austriatourism.com. Das BMWJF betreibt die Tourismus-Servicestelle,
die Anlaufstelle für Inlands- und Auslandsreisende, Unternehmen, Behörden und andere Institutionen ist. Dort ist auch die Unabhängige Schiedskommission beim BMWFJ
ansprechbar, die etwa „kostenlose, unparteiische Vermittlung in Konfliktfällen zwischen Reisenden und der Tourismusbranche“ (z. B. bei Reisemängeln) anbietet.

### Landestourismusorganisationen
Verfassungsmäßig ist – da nicht als Bundeskompetenz genannt – Tourismus in Österreich Kompetenz der neun Bundesländer. Diese waren von 1955 bis 2001 Mitglieder des Vereins Österreich Werbung. In den Landestourismusgesetzen ist die jeweilige Rechtsform der Landestourismusorganisationen (LTO) festgelegt: War dies ursprünglich meist eine Abteilung des Amtes der Landesregierung, so sind heute meist GmbHs, Vereine und öffentlich-rechtliche Körperschaften (z. B. WienTourismus) tätig. Meist ist auch gesetzlich fixiert, wie die regionale Marketingstruktur innerhalb eines Bundeslandes organisiert und finanziert wird. Im Amt der Landesregierung besteht jeweils eine für Tourismusangelegenheiten zuständige behördliche Dienststelle (Ressort).
Die neun Landestourismusorganisationen sind:
- Burgenland Tourismus GmbH[# 4][11]
- Kärnten Werbung Marketing & Innovationsmanagement GmbH[# 5][12]
- Niederösterreich-Werbung GmbH[# 6]
- Oberösterreich Tourismus (Verein)[# 7]
- SalzburgerLand Tourismus GmbH[# 8][13]
- Steirische Tourismusgesellschaft mbH[# 9][14]
- Tirol Werbung (Verein und GmbH)[# 10]
- Vorarlberg Tourismus GmbH[# 11]
- WienTourismus (Wiener Tourismusverband; öffentlich-rechtliche Körperschaft)[# 12]

Die privatwirtschaftlich organisierten Landestourismusorganisationen sind teils zu 100 % in Landesbesitz, teils Kooperationen mit sozialpartnerschaftlichen Trägern wie den Landeswirtschaftskammern.

### Tourismusgemeinden, -verbände und -regionen
Gemeinden werden ab einer gewissen Nächtigungsintensität in Ortsklassen eingeteilt, und damit als Tourismusgemeinden eingestuft. Diese Gemeinden gründen nach den Landestourismusgesetzen einen Tourismusverband, der die kommunalen Interessenten vertritt, die Gebietskörperschaft ebenso wie ansässige Betriebe, Unternehmen, Vereine oder Einzelpersonen. Bei Kurorten tritt anstelle des Tourismusverbands auch der Kurverband. Gemeinden, die ein gemeinsames Destinationsmarketing betreiben, und meist – aber nicht in allen Ländern – eine geschlossene geographische Region bilden, können sich zu einem Verband zusammenschließen. Diese mehrgemeindigen Verbände werden in Österreich allgemein Tourismusregion genannt.
Siehe auch: Liste der Tourismusregionen im Burgenland, in Kärnten, in Niederösterreich, in Oberösterreich, in Salzburg, in der Steiermark, in Tirol, in Vorarlberg; Wien

## Kritische Aspekte und aktuelle Trends

### Kritische Aspekte
- Die unerwünschten sozialen und ökologischen Folgen eines ungebremsten Tourismus-Wachstums (Massentourismus) förderten die Entwicklung von Alternativen (z. B. Sanfter Tourismus).
- Vor allem in Wintersportorten, wie z. B. St. Anton am Arlberg, entwickelte sich eine touristische Monostruktur.
- Zu den Umweltproblemen, die durch den Tourismus verstärkt werden, gehören u. a. die Flächenversiegelung durch Bau von Straßen und Flughäfen, die Luftverschmutzung durch den Urlauberreiseverkehr und die Abfall- und Abwasserentsorgung (vor allem in alpinen Orten).

### Aktuelle Trends

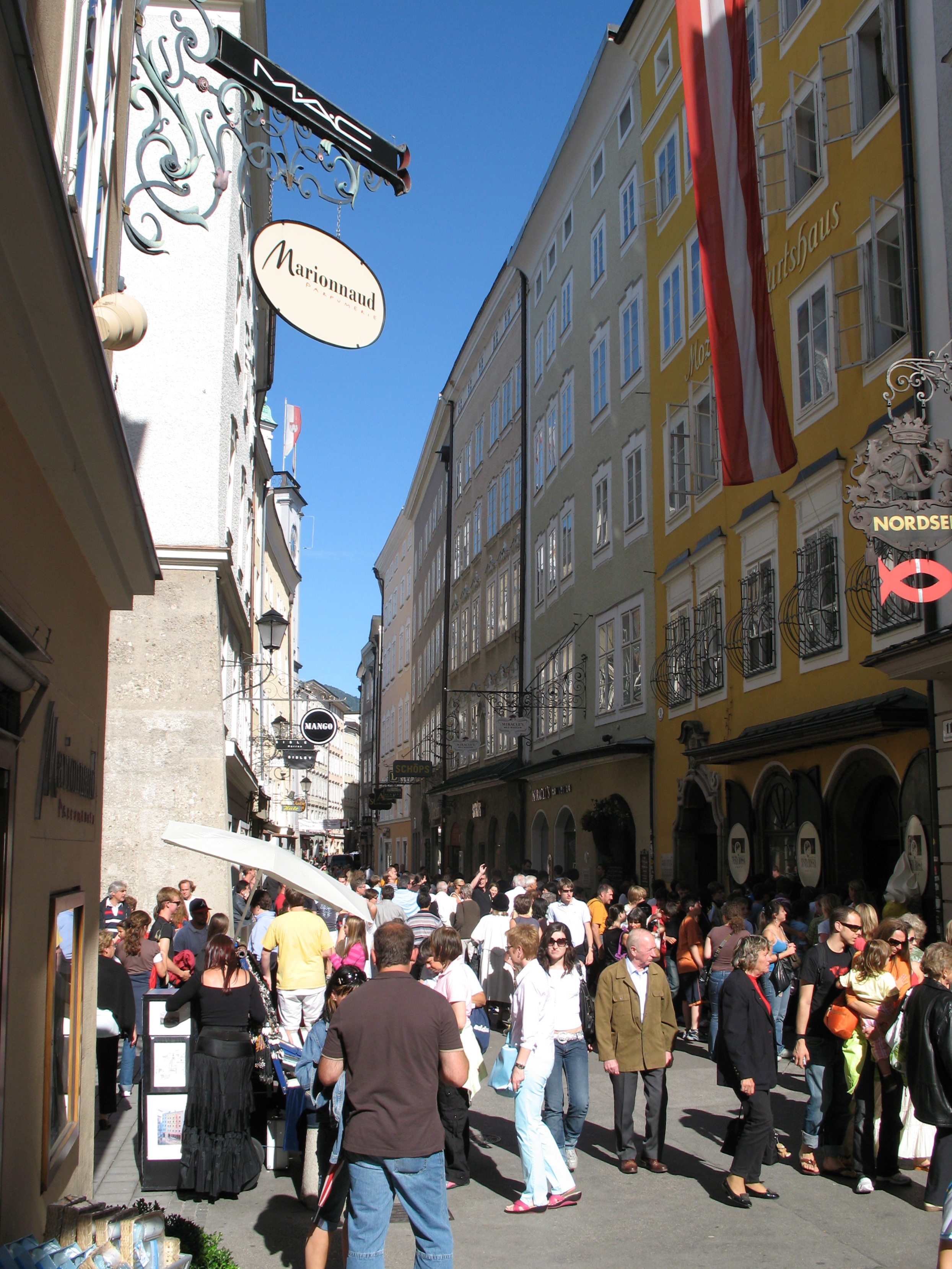
Die Getreidegasse in Salzburg, eines der beliebtesten Touristenziele (2007)

Der bis 2008 gegebene Trend zur Übernachtung in Betrieben gehobener Kategorien (Vier-Sterne- und Fünf-Sterne-Hotels) wurde durch die im Herbst 2008 eingetretene Wirtschaftskrise unterbrochen. Der Trend zur Verkürzung der Aufenthaltsdauer (zum Urlaubssplitting bzw. zur Kostenreduktion) bleibt aufrecht.
Im Buchungsverhalten der Gäste spielt das Internet eine große Rolle. Viele Gäste informieren sich auf Websites über Kommentare von ihresgleichen über den Urlaubsort und in Frage kommende Hotels, bevor sie buchen. Die Buchungen erfolgen oft sehr viel kurzfristiger als früher. Das Preisbewusstsein des Gastes ist seit 2008 gestiegen; bei Getränken wird gelegentlich gespart.
Österreich gewinnt in den mittel- und osteuropäischen Ländern des ehemaligen „Ostblocks“ an Beliebtheit als Urlaubsziel. Wohlhabende Reisende, z. B. aus Russland, der Ukraine, Polen und Rumänien, schätzen den verlässlichen, gehobenen Standard vieler Beherbergungsbetriebe sowie Sicherheit und Gastfreundlichkeit des Landes und die relativ geringe Entfernung Österreichs von ihrem Heimatland. Speziell Russland hat sich in den letzten Jahren zu einem wichtigen Quellmarkt entwickelt und 2011 1,2 % zum Gesamtnächtigungsergebnis beigetragen.
Im Tourismus der Skifahrer wird sich auswirken, dass Skifahren zu lernen heute selbst in den Alpenländern für junge Menschen nicht mehr so selbstverständlich ist wie noch vor wenigen Jahrzehnten. Außerdem wird Schifahren von vielen potentiellen Gästen unter Einbeziehung aller Nebenkosten als teurer Sport empfunden. Generell lassen sehr günstige Flugpreise im Winter Sonnendestinationen im Süden als attraktive Alternativen zum Winterurlaub in Österreich erscheinen. Weiters lassen die Klimaveränderungen befürchten, dass in tiefer gelegenen heutigen Wintersportorten Österreichs in einigen Jahren kaum mehr ausreichend Schnee fallen wird. Von den Wintersportgebieten werden aber etwa 87 % (über 90 % in Tirol, Steiermark und Salzburg, aber nur 46 % in Oberösterreich) als schneesicher bezeichnet.
Die Tourismusnachfrage in Österreich ging auf Grund der Wirtschaftskrise 2009 und 2010 vorübergehend zurück, hat sich aber 2011 erholt und das Niveau von 2008 beinahe wieder erreicht. Wien konnte 2016 sein bis dahin bestes Nächtigungsergebnis erzielen. Für die Stadt wird mittelfristig auch entscheidend sein, wie sich der Flugverkehr entwickelt. Wie stark sich die in Europa gestiegene Arbeitslosigkeit und gesunkene Realeinkommen in klassischen Quellmärkten einerseits und der zunehmende Tourismus aus neuen Quellmärkten andererseits mittelfristig auf den Ferientourismus auswirken werden, bleibt offen.

## Tourismusforschung
Der Bedeutung des Wirtschaftszweiges entsprechend, haben österreichische Experten wesentliche Beiträge zur Tourismusforschung bzw. -wissenschaft geleistet. Als Institutionen sind hier vor allem die Wirtschaftsuniversität Wien (WU Wien), früher Hochschule für Welthandel genannt, und die 2007 als Privatuniversität gegründete Modul University Vienna (MU) zu nennen. Wesentliche Forscher waren bzw. sind unter anderen:
- Paul Bernecker, Gründungsgeschäftsführer der Österreich Werbung
- Matthias Horx, deutscher Zukunftsforscher, der in Wien lebt
- Josef Mazanec, Jahrzehnte lang Vorstand des Tourismusforschungsinstituts der WU Wien
- Egon Smeral, Tourismusexperte am österreichischen Wirtschaftsforschungsinstitut (WiFo)[17]
- Klaus Weiermair, Vorstand des Instituts für Service-Management und Tourismus, Universität Innsbruck, 1991–2009[18]
- Hannes Werthner, Professor für E-Commerce an der Technischen Universität Wien und Initiator der „Enter“-Konferenz für Informations- und Kommunikationstechnologie im Tourismus[19]

- Karl Wöber, wissenschaftlicher Leiter der MU, Betreiber von TourMIS